# العلاقات الجنوب سودانية السورينامية
العلاقات الجنوب سودانية السورينامية هي العلاقات الثنائية التي تجمع بين جنوب السودان وسورينام.

## مقارنة بين البلدين
هذه مقارنة عامة ومرجعية للدولتين:
| وجه المقارنة                                              | جنوب السودان                  | سورينام                        |
| --------------------------------------------------------- | ----------------------------- | ------------------------------ |
| المساحة (كم2)                                             | 619.75 ألف                    | 163.27 ألف                     |
| عدد السكان (نسمة)                                         | 12.58 مليون                   | 563.40 ألف                     |
| الكثافة السكانية (ن./كم²)                                 | 20.3                          | 3.45                           |
| العاصمة                                                   | جوبا                          | باراماريبو                     |
| اللغة الرسمية                                             | لغة إنجليزية                  | اللغة الهولندية                |
| العملة                                                    | جنيه جنوب سوداني، جنيه سوداني | دولار سورينامي، غيلدر سورينامي |
| الناتج المحلي الإجمالي (بليون دولار)                      | 2.90 مليار                    | 3.32 مليار                     |
| الناتج المحلي الإجمالي (تعادل القوة الشرائية) بليون دولار | 22.88 مليار                   | 9.07 مليار                     |
| الناتج المحلي الإجمالي الاسمي للفرد دولار أمريكي          | 73                            | 9.48 ألف                       |
| الناتج المحلي الإجمالي للفرد دولار أمريكي                 | 2.02 ألف                      | 16.64 ألف                      |
| مؤشر التنمية البشرية                                      | 0.467                         | 0.714                          |
| رمز المكالمات الدولي                                      | +211                          | +597                           |
| رمز الإنترنت                                              | .ss                           | .sr                            |
| المنطقة الزمنية                                           | ت ع م+03:00                   | 00                             |

## منظمات دولية مشتركة
يشترك البلدان في عضوية مجموعة من المنظمات الدولية، منها:
| علم المنظمة | اسم المنظمة                        | تاريخ انضمام جنوب السودان | تاريخ انضمام سورينام |
| ----------- | ---------------------------------- | ------------------------- | -------------------- |
|             | يونسكو                             | 27 أكتوبر 2011            | 16 يوليو 1976        |
|             | وكالة ضمان الاستثمار متعدد الأطراف | 18 أبريل 2012             | 2 يوليو 2003         |
|             | الأمم المتحدة                      | 14 يوليو 2011             | 4 ديسمبر 1975        |
|             | الاتحاد البريدي العالمي            | ?                         | ?                    |
|             | البنك الدولي للإنشاء والتعمير      | 18 أبريل 2012             | 27 يونيو 1978        |
|             | الاتحاد الدولي للاتصالات           | 3 أكتوبر 2011             | 15 يوليو 1976        |
|             | مؤسسة التمويل الدولية              | 18 أبريل 2012             | 1 سبتمبر 2011        |
|             | منظمة الشرطة الجنائية الدولية      | ?                         | ?                    |

## وصلات خارجية
- موقع وزارة الخارجية الجنوب سودانية
- موقع وزارة الخارجية السورينامية